# Nationales Centrum für Tumorerkrankungen

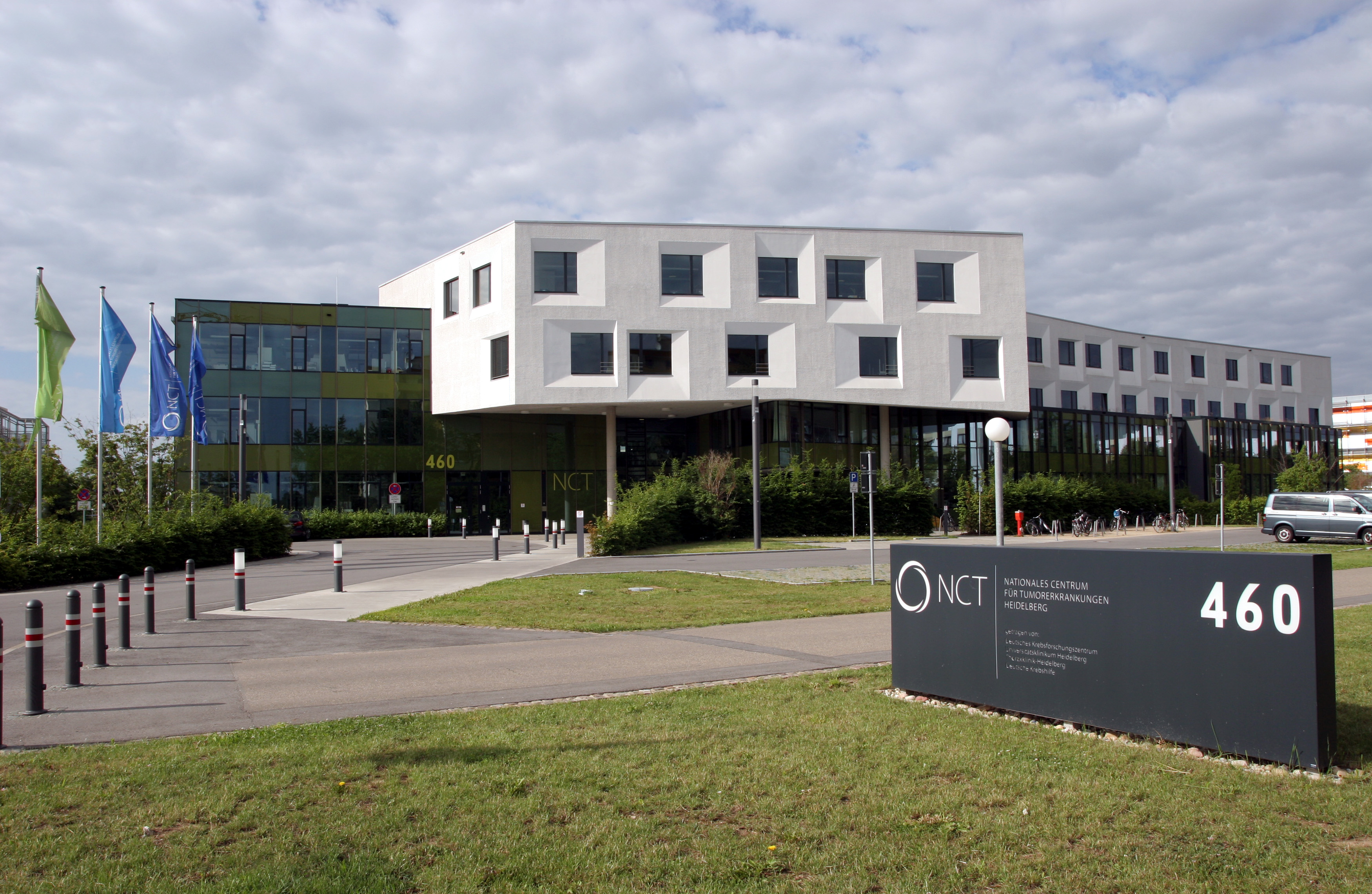
Der im Herbst 2010 bezogene Neubau des NCT im Neuenheimer Feld in Heidelberg

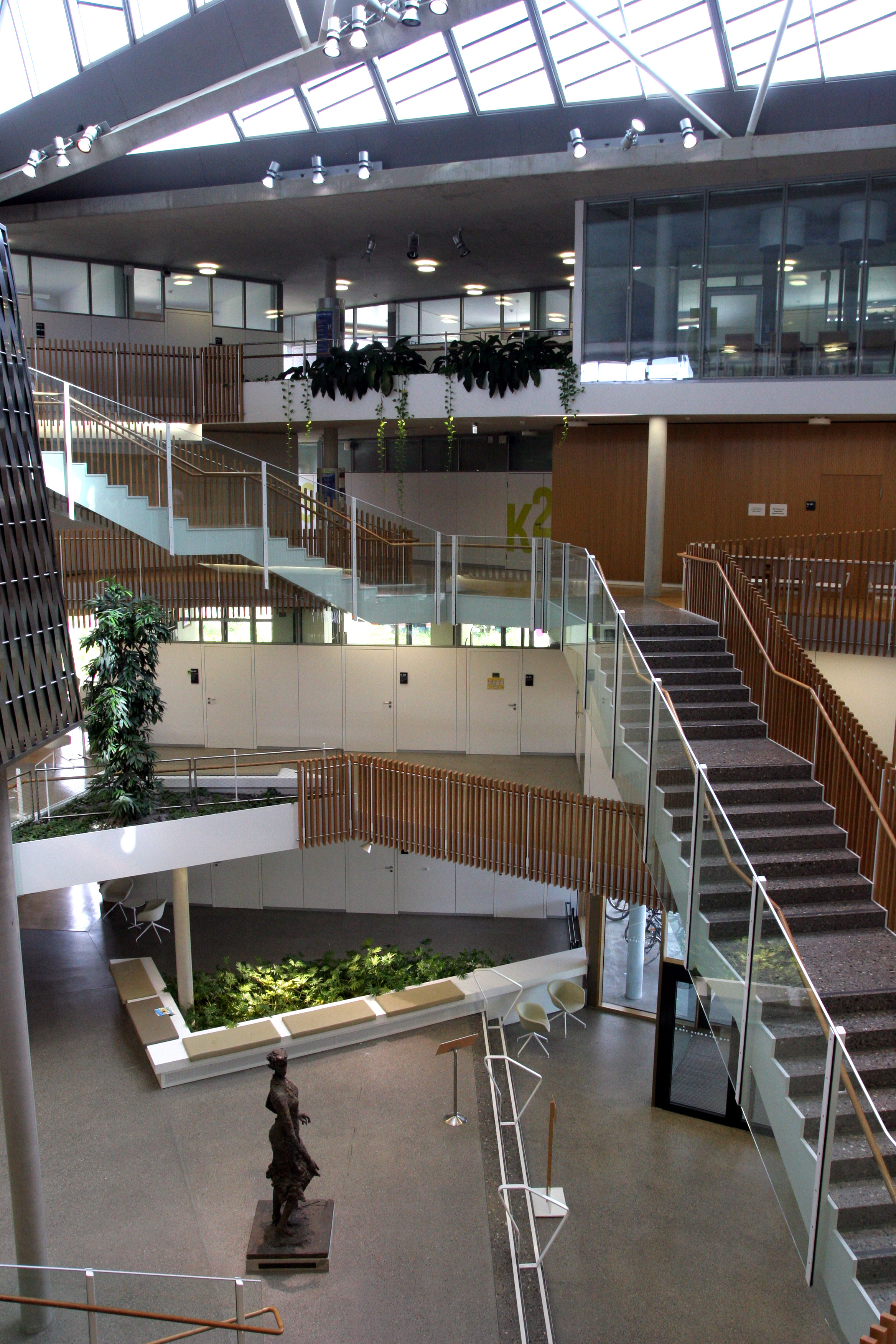
Foyer und Treppenhaus des NCT

Das alte NCT-Gebäude in Heidelberg

Das Nationale Centrum für Tumorerkrankungen (kurz: NCT) in Heidelberg ist eine onkologische Tagesklinik mit einer Tumorambulanz. Das NCT Heidelberg ist ein Kooperationsprojekt des Deutschen Krebsforschungszentrums, der Universitätsklinik Heidelberg, der Thoraxklinik am Universitätsklinikum Heidelberg und der Stiftung Deutsche Krebshilfe.
Neben dem Standort in Heidelberg gibt es auch einen Standort in Dresden und zukünftig auch in Berlin, Köln/Essen, Tübingen/Ulm/Stuttgart und Würzburg/Erlangen/Regensburg.

## Struktur
Im NCT sind eine Tagesklinik und eine Tumorambulanz, sowie eine genetische Beratung, Rauchersprechstunde, psychosoziale Krebsnachsorge und Kliniksozialdienste untergebracht.
Zentrale Anlaufstelle für Patienten mit Krebserkrankungen ist die Tumorambulanz. Hier finden interdisziplinäre Tumorsprechstunden statt, in denen die Patienten von Spezialisten untersucht werden. Es gibt Sprechstunden zu nahezu allen Tumorerkrankungen.
Jeder Fall wird einer fachübergreifenden Expertenrunde, der Tumorkonferenz, vorgestellt. Dabei beraten sich je nach Tumorart beispielsweise Chirurgen, Radiologen und Internisten, gegebenenfalls ziehen sie Experten aus weiteren Fachkliniken hinzu. Die Richtlinien für Diagnose- und Therapiepläne werden in so genannten Kooperativen Onkologischen Gruppen festgelegt. Darin  arbeiten Ärzte verschiedener Disziplinen und Experten aus Forschung, Pflege und Beratungsdiensten zusammen.

## Geschichte
Am 2. November 2010 wurde von Bundesgesundheitsminister Philipp Rösler im Rahmen eines Festaktes der für 29 Millionen Euro errichtete Neubau des NCTs in Heidelberg eingeweiht. Der von dem Stuttgarter Architekten Stefan Behnisch von Behnisch Architekten entworfene Neubau hat eine Nutzfläche von 5500 m². Pro Jahr sollen um die 6000 Tumorpatienten betreut werden. Seit 2015 hat das NCT Heidelberg in Dresden einen Partnerstandort, unter anderem etabliert durch OncoRay – Nationales Zentrum für Strahlenforschung in der Onkologie.
Am 23. September 2020 hat die Bundesministerin für Bildung und Forschung Anja Karliczek vier neue Standorte in Berlin, Köln/Essen, Tübingen/Ulm/Stuttgart und Würzburg/Erlangen/Regensburg bekannt gegeben.
Für den Standort Berlin ist ein Neubau in Berlin-Wedding geplant. Neben der Charité kooperieren dort auch das BIH und das MDC und bilden so das NCT in Berlin.

## Leitung
Am 1. Januar 2004 übernahm Volker Diehl kommissarisch die Leitung des NCT Heidelberg. Vom 1. Juli 2005 bis 31. März 2018 leitete Christof von Kalle gemeinsam mit Dirk Jäger das NCT Heidelberg als geschäftsführende Direktoren. Seit 1. April 2018 leiten Dirk Jäger als geschäftsführender und ärztlicher Direktor und Stefan Fröhling als geschäftsführender Direktor das NCT Heidelberg.

## Sonstiges
Im Foyer des NCT befindet sich eine 2,5 m hohe, von Sabina Grzimek gefertigte Bronzestatue von Mildred Scheel, der Gründerin der Deutschen Krebshilfe. Direkt neben dem Neubau des NCT steht das 2009 fertiggestellte Heidelberger Ionenstrahl-Therapiezentrum (HIT).